# 高铮
高铮（1920年1月23日—），字百冶，河南永城人，中华民国外交官。
高铮自国立政治大学外交系毕业后赴美国留学，获南加州大学外交硕士。进入外交部后，历任实习员、科员、科长，中华民国驻洛杉矶总领事馆领事，驻南越大使馆一等秘書，驻帝汶领事馆代领事，驻宿务领事馆领事等职。1966年任中华民国驻宋卡总领事。1969年后又任外交部亚西司副司长、代司长。1975年，出任中华民国驻汤加公使代办，1978年升任中华民国驻汤加大使。次年兼任驻图瓦卢大使。1984年出任中華民國外交部參事。